# Tibor Weissenborn
Tibor Weissenborn (Berlim, 29 de julho de 1984) é um jogador de hóquei sobre a grama alemão que já atuou pela seleção de seu país.

## Carreira

### Olimpíadas de 2004
Nas Olimpíadas de 2004, realizada em Atenas, Tibor Weissenborn e seus companheiros de equipe levaram a seleção alemã à conquista da medalha de bronze. Após terminar em segundo lugar do grupo na primeira fase do torneio, a Alemanha enfrentou a seleção neerlandesa na semifinal, quando foi derrotada por 3 a 2. Na disputa do terceiro lugar, Tibor Weissenborn ajudou seu time a ganhar de 4 a 3 da Espanha, ficando assim com o bronze.

### Olimpíadas de 2008
Nos Jogos de Pequim de 2008, Tibor e seus companheiros de equipe levaram a seleção alemã ao título do torneio olímpico. Após terminar a fase de grupos na segunda colocação, a Alemanha venceu os Países Baixos na semifinal pelo placar de 4 a 3. A grande final, disputada em 23 de agosto daquele ano, terminou com a vitória de 1 a 0 da Alemanha sobre a Espanha, dando a medalha de ouro para Tibor.